# Projeto Al Baydha

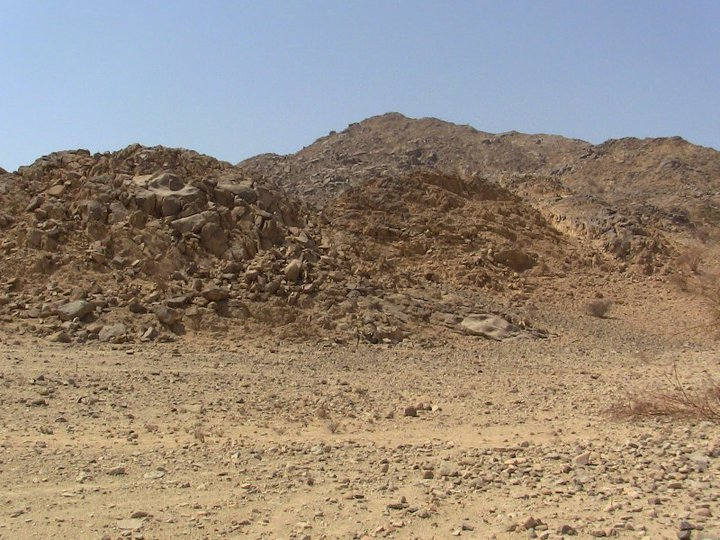
Terraços no projeto Al Baydha, Arábia Saudita - antes.

O Projeto Al Baydha, na zona rural do oeste da Arábia Saudita, é um programa de restauração de terras, alívio da pobreza e preservação do património, baseado em princípios de design permacultural e hidrológico. Localizado a cerca 50 quilômetros (31 mi) a sul de Meca, na província de Meca, Al Baydha é uma área caracterizada pelos contrafortes rochosos e áridos das montanhas Hijaz. As tribos árabes são os principais residentes desta região.

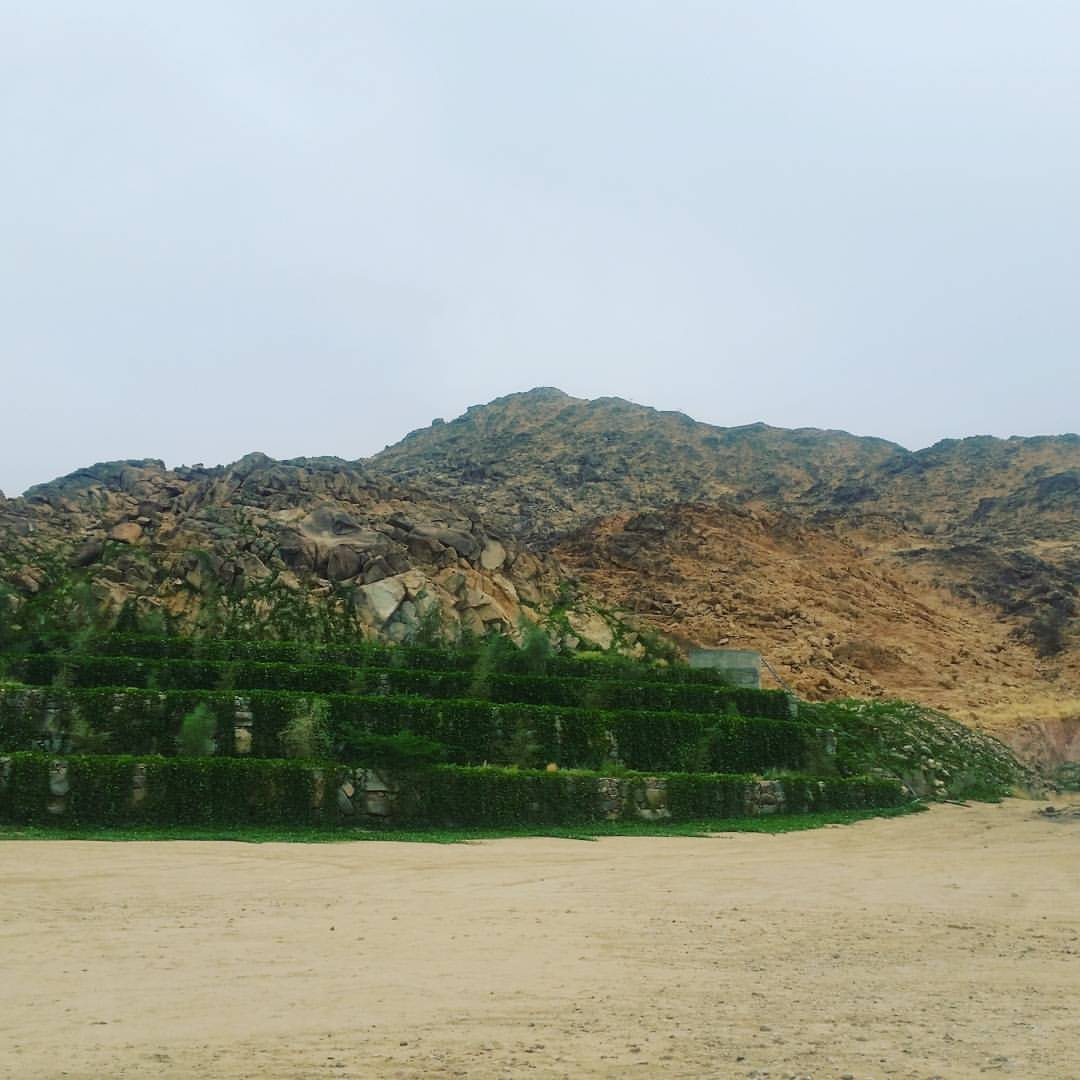
Terraços no projeto Al Baydha, Arábia Saudita - depois.

Fundado em 2009 pela princesa Haifa Al-Faisal, pela especialista em ética de Harvard Mona Hamdy, e pelo permacultor de Stanford Neal Spackman, Al Baydha começou a ver resultados práticos e ecológicos.

## Objetivos do projeto
Mais notavelmente, a ênfase de Al Baydha está na criação de uma economia para os habitantes de Al Baydha que seja social, cultural, ambiental e economicamente sustentável. O principal objectivo do projeto é criar independência financeira e social para os habitantes, formando-os, educando-os e empregando-os nas atividades de infraestruturas e de capacitação realizadas pelo Projeto Al Baydha.
O objetivo ambiental de Al Baydha é reverter a desertificação. Isto é conseguido em grande parte através da recolha de águas pluviais, através da utilização de terraços rochosos e gabiões (ou pequenas barragens), bem como da captação de escoamento em linhas de valas de infiltração. Estes apoiam a florestação de árvores resistentes à seca, como tamareiras, na paisagem natural. Outro foco do programa é abrandar as inundações repentinas nas terras altas e, com o tempo, convertê-las em riachos sazonais ou wadis. No futuro a longo prazo, Al Baydha espera transformar a região num ecossistema de savana, em parte, através da regeneração natural assistida, do pastoreio de conservação e dos efeitos da evapotranspiração e da reciclagem da humidade atmosférica.

## Desenvolvimento do local após o fim da irrigação artificial

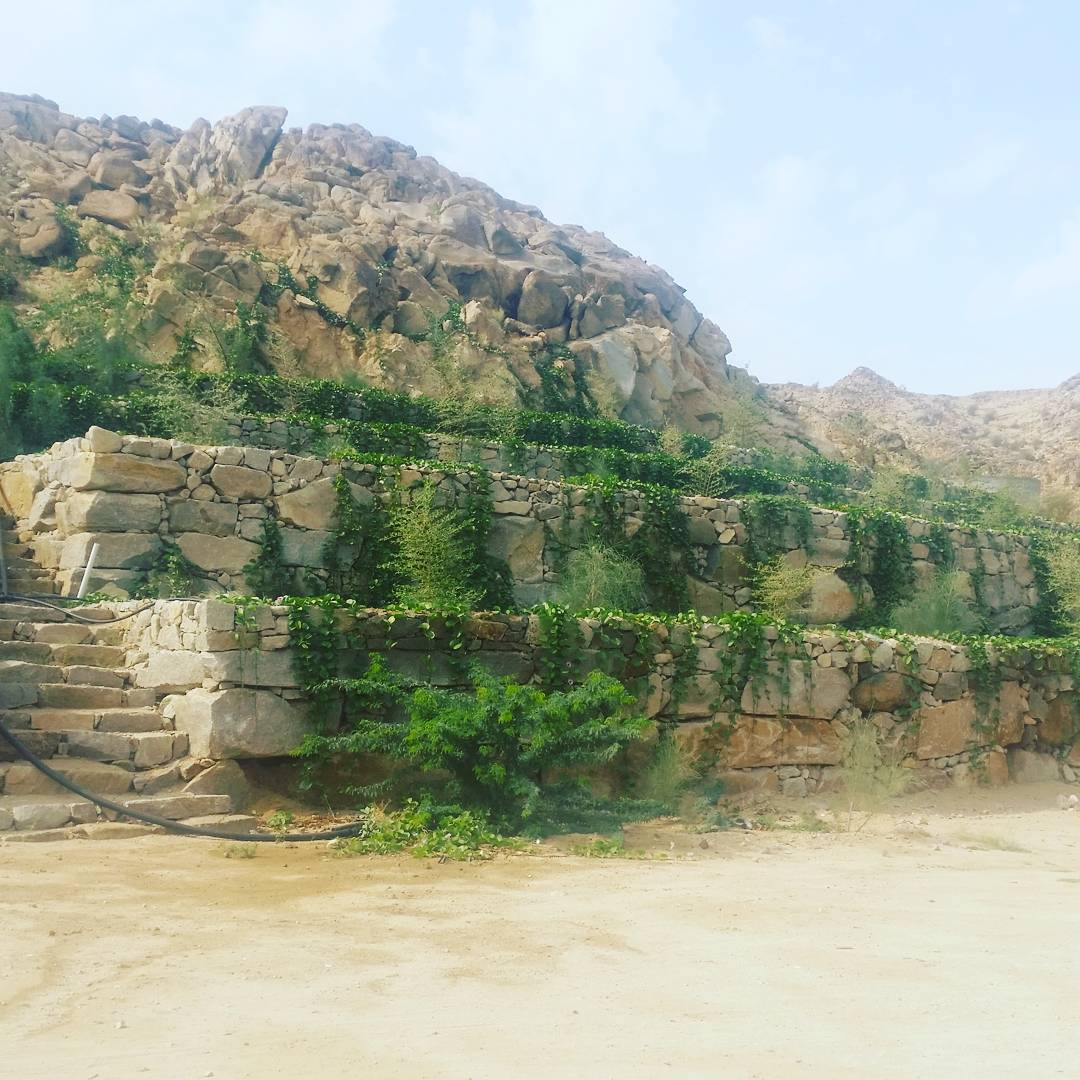
Detalhe dos terraços de dry wall do projeto Al Baydha, Arábia Saudita.

Em 2016, o Projeto Al Baydha recebeu uma comenda do Príncipe Khaled Al Faisal pelo trabalho inovador realizado pelos habitantes de Al Baydha como um modelo de excelência nacional em humanitarismo, sustentabilidade e inovação.
Num documentário de 2020 sobre o Projeto Al Baydha, Neal Spackman chamou o projeto de "um testemunho do potencial das agriculturas regenerativas e um modelo para o reflorestamento de milhões de paisagens desérticas na Península Arábica e além".

## Projetos semelhantes
Um projeto semelhante, supervisionado pelo permacultor Geoff Lawton (que aconselhou no projeto de Al Baydha), já obteve sucesso em Wadi Rum, no sul da Jordânia.